# 仙塘坪
仙塘坪，是臺灣臺中市石岡區的一個傳統地域名稱，位於該區西半葉的東南部。相較於今日行政區，其範圍大致與龍興里相近。

## 歷史
台灣清治末期，仙塘坪地區為一街庄，稱為「仙塘坪庄」，隸屬於捒東上堡。該庄輪廓略呈西北－東南走向狹長形，西及西北與石崗仔庄為鄰，東北及東隔食水嵙溪與新社庄為界，南邊為大湳庄，西南邊為七份庄。。
1901年（日明治三十四年）11月，全台廢縣廳改設二十廳，該庄隸屬於臺中廳。1903年（明治三十六年）6月，該庄編入「石崗區」，仍隸屬於臺中廳。1909年（明治四十二年）10月，全台二十廳合併為十二廳，石崗區隸屬不變。1920年（大正九年），全台地方制度大改正，該庄改制為「仙塘坪」大字，隸屬於臺中州東勢郡石岡庄。
戰後石岡庄改制為石岡鄉，隸屬於臺中縣，大字亦改制為村。1950年10月，中、彰、投分治，石岡鄉隸屬不變。2010年12月，隨著臺中縣、市合併為直轄臺中市，石岡鄉改制為石岡區，村亦改制為里。

## 聚落
本地區有火燒坪、羅厝、陳厝、仙塘坪、食水嵙等聚落。

## 交通
區道中91線（大勇街、金川巷、岡仙巷）是石岡至仙塘坪的道路，其南側端點位於本地區中部偏西北的區道中93線路口。由此向西北蜿蜒而行，出境後可前往石岡地區金星面聚落與石岡主聚落並止於舊省道台3線（豐勢路）路口。
區道中93線（萬仙街）是社寮角至茅埔角的道路，大致以東北－西南走向轉北北西－南南東走向再轉北北東－南南西走向蜿蜒經過本地區西北部。由該道路向東北轉西北經新社西北端後轉北北東可前往社寮角並止於省道台3線路口，向南南西可前往七分、七分與大南交界地帶、馬力埔西部及南部、大南南部、水底寮地區中部偏西北湖興聚落西北側並止於區道中95線路口。
區道中94線是七分至新社的道路，大致以西南－東北走向由本地區南部西側邊界入境後，轉東南沿邊界而行，再轉北北東入境再轉南出境。由該道路西側向西南可前往大南與七分交界地帶、七分並止於區道中93線路口，由東側向南繞倒S形彎道經大南東北端後轉南再轉東可前往新社市區並止於舊縣道129號（中和街四段）路口。

## 景點
- 五福臨門神木